# 효녀 심청 (1972년 영화)
"효녀 심청"은 한국에서 제작된 신상옥 감독의 1972년 영화이다. 윤정희 등이 주연으로 출연하였고 신상옥 등이 제작에 참여하였다.

## 출연

### 주연
- 윤정희
- 김성원
- 강신성일